# Fil (data)
En fil är en samling data (information) som är lagrad under ett filnamn i ett filsystem. Ordet fil är en variant på engelskans file (dokument) och definierar en samling data, av skiftande slag, lagrat i ett beständigt och fysiskt medium. En fil är en del av det filsystem, där filen åtskiljs och definieras av den till varandra relaterade karaktären hos dess egna innehållande data.

## Filstorlek
Filens storlek bestäms av dess innehåll och dess komprimerbarhet. Filens storlek mäts i byte, och en normal mp3-låt innehåller exempelvis oftast cirka 4 MB (4 194 304 byte). Det finns dock filsystem där speciella filer genereras vart efter att filen läses, de filerna har ingen egentlig filstorlek. Detta är dock väldigt ovanligt.
Den absolut maximala filstorleken på filer bestäms bl.a. av vilket filsystem hårddisken är formaterad i. Ett par filsystem och dess respektive maxstorlek är följande:
| Namn     | Maximal filstorlek | (i bytes)          | Maximal volymstorlek |
| -------- | ------------------ | ------------------ | -------------------- |
| FAT16    | 2 GiB              | 231 bytes          | 16 MiB till 2 GiB    |
| FAT32    | 4 GiB              | 232 bytes          | 512 MiB till 8 TiB   |
| NTFS     | 16 EiB             | 264 bytes          | 16 EiB               |
| Ext3     | 16 GiB till 2 TiB  | 234 till 241 bytes | 2 TiB till 32 TiB    |
| Ext4     | 16 GiB till 2 TiB  | 234 till 241 bytes | 1 EiB                |
| ReiserFS | 8 TiB (v3.6)       | 233 bytes          | 16 TiB               |

Fotnot: Den maximala volymstorleken beror på klusterstorleken och kan därmed variera för samma filsystem.

## Användarfiler
Användarfiler är de vanliga filerna som användaren skapar, använder eller bara sparar. Vanligt är att dessa filer innehåller text, digital bild, ljud, video eller andra typer av data. Filerna lagras vanligen på hårddiskar, magnetband, disketter, CD, DVD och flashminnen.

## Systemfiler
Systemfiler delas ofta upp i två olika typer av filer: de rena systemfilerna, som operativsystemet använder, och programfiler.

### Programfiler
Programfiler är filer som tillhör specifika program och innehåller ofta inställningar för programmen. Programfilerna är också programmet i sig självt.

### Systemfiler
Systemfilerna är de filer operativsystemet använder.

## Tolkningar av filer
För att en fil ska vara användbar måste den tolkas på något sätt, vanligtvis av ett datorprogram. Till exempel kan en textfil tolkas så att varje byte i filen motsvarar ett mänskligt läsbart skrivtecken, med hjälp av en teckentabell som ASCII eller ISO-8859-1. Andra filer som video och mer komplexa dokument kräver mer invecklade datorprogram för tolkning.
Ibland är filers format en affärshemlighet, för att försvåra uppgiften att skapa ett konkurrerande program som kan förstå filen, eller helt enkelt för att det inte är en lönsam investering att släppa dokumentation till formatet. Detta leder till en situation på engelska omnämnd som "vendor lock-in": om man vill byta program ställs man inför problemet att det nya programmet inte kommer att kunna läsa ens gamla filer. I länder där mjukvarupatent tillåts kan det vara olagligt att skriva datorprogram som tolkar vissa filformat. Om filformatet uppfattas som ett tekniskt effektivt skydd är det i EU förbjudet att saluföra eller tillhandahålla program som kan läsa det, annat än i samråd med den som kontrollerar formatet.